# John Jackson (astronome)
Pour les articles homonymes, voir Jackson et John Jackson (homonymie).
John Jackson est un astronome britannique né à Paisley (Renfrewshire, Écosse) le 11 février 1887 et mort à Ewell près d'Epsom (Surrey, Angleterre) le 9 décembre 1958. Il a principalement connu pour avoir dirigé, conjointement avec Hugh Richard Stoy, l'édition des quatre premiers tomes — zone de -30° à -64° de déclinaison — du Cape Photographic Catalogue for 1950.0,,,. Il est aussi considéré comme le premier astronome à avoir suggéré, dès fin 1913, l'existence de quasi-satellites.
En 1912, étudiant de Trinity College à Cambridge, il est lauréat de la Médaille Tyson. En 1933, il succède à Harold Spencer Jones comme astronome de Sa Majesté à l'Observatoire royal du Cap (Union sud-africaine). Le 17 mars 1938, il devient membre (en anglais : fellow) de la Royal Society de Londres[réf. nécessaire]. En 1952, il est lauréat de la médaille d'or de la Royal Astronomical Society britannique qu'il préside de 1953 à 1955. En 1970, le cratère lunaire Jackson (en) a ainsi été désigné en son honneur.

## Sources
- (en) Roy H. Garstang, « Jackson, John », dans Thomas Hockey et al., Biographical Encyclopedia of Astronomers, vol. 1 : A-L, New York, Springer, coll. « Springer Reference », 2007, XLV-720 p. (ISBN 978-0-387-30400-7, 978-0-387-31022-0 et 978-0-387-33628-2, OCLC 184930573, BNF 40177070, DOI 10.1007/978-0-387-30400-7), p. 582-583 (lire en ligne [html], consulté le 6 décembre 2014)

Notices biographiques
- (en) Harold Spencer Jones, « John Jackson », Biographical Memoirs of Fellows of the Royal Society, vol. 5,‎ 1er février 1960, p. 95-106 (DOI 10.1098/rsbm.1960.0009)

Notices nécrologiques
- (en) Harold Spencer Jones, « John Jackson », Monthly Notices of the Royal Astronomical Society, vol. 119, no 4,‎ 1er août 1959, p. 345-348 (DOI 10.1093/mnras/119.4.345)
- (en) « John Jackson », Transactions of the Royal Society of South Africa, vol. 36, no 1,‎ 1960, p. 1-2 (DOI 10.1080/00359196009519029)